# Phacelia greenei
Phacelia greenei är en strävbladig växtart som beskrevs av Howell. Phacelia greenei ingår i Faceliasläktet som ingår i familjen strävbladiga växter. Inga underarter finns listade i Catalogue of Life.

## Bildgalleri

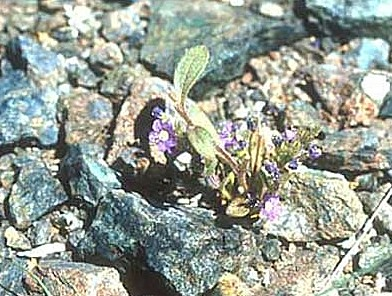